# Due mottetti
Due mottetti (Zwei Motetten), Op. 74, sono due mottetti sacri per coro misto non accompagnato di Johannes Brahms, pubblicati insieme. Il numero 1, composto nel 1877 in più movimenti, è Warum ist das Licht gegeben dem Mühseligen? (Perché è stata data luce a chi è stanco dell'anima?), basato su testi biblici e una corale. Il numero 2, composto in precedenza, è O Heiland, reiß die Himmel auf, contenente diverse ambientazioni delle stanze di "O Heiland, reiß die Himmel auf" di Friedrich von Spee (O Salvatore, squarcia i cieli). I due mottetti furono pubblicati da N. Simrock nel dicembre 1878 e dedicati a Philipp Spitta.

## Storia
Brahms compose i due mottetti sulla base di testi biblici e corali, ma senza un'occasione liturgica in mente. Scrisse per la prima volta O Heiland, reiß die Himmel auf come singole ambientazioni delle cinque strofe della Canzone dell'Avvento di Friedrich von Spee "O Heiland, reiß die Himmel auf", forse nel 1863/64. A Pörtschach nel 1877 scrisse Warum ist das Licht gegeben dem Mühseligen?. Per quanto riguarda il suo precedente Ein deutsches Requiem, aveva scelto testi biblici dal Libro di Giobbe, dal Libro delle Lamentazioni e dall'Epistola di Giacomo. Alla maniera di Johann Sebastian Bach concluse il mottetto con una corale, la prima strofa del "Mit Fried und Freud ich fahr dahin" di Lutero.
I due mottetti furono pubblicati insieme da N. Simrock nel dicembre 1878, con dedica a Philipp Spitta. I mottetti furono eseguiti e pubblicati individualmente.

## Temi e movimenti
Brahms strutturò il mottetto che venne stampato per primo in quattro movimenti, tre su versi biblici nella traduzione di Martin Lutero e, come corale di chiusura, la prima strofa dell'inno di Lutero "Mit Fried und Freud ich fahr dahin". Il primo movimento si basa su un passo biblico più lungo, Giobbe 3:1-26, pieno di domande esistenziali sulla miseria della vita umana. La prima riga è tradotta come "Pertanto la luce è data a colui che è nella miseria, e la vita all'amaro nell'anima" nella King James Version (KJV). Il secondo movimento è impostato su una breve riga, Lamentazioni 3:41, una richiesta di rivolgersi a Dio, nella KJV "Alziamo il nostro cuore con le nostre mani a Dio nei cieli". Il terzo movimento usa Giacomo 5:11, che è un commento al libro di Giobbe, richiamando la sua pazienza e chiamando coloro che sono felici di sopportare (KJV: "Ecco, noi li consideriamo felici perché sopportano. Avete sentito parlare della pazienza di Giobbe, e ho visto la fine del Signore; che il Signore è molto pietoso e di dolce misericordia.")

### No. 1, Warum ist das Licht gegeben dem Mühseligen?
1. Warum ist das Licht gegeben dem Mühseligen? Langsam und ausdrucksvoll, re minore
2. Lasset uns unser Herz samt den Händen aufheben. Wenig bewegter, fa maggiore
3. Siehe wir preisen selig, die erduldet haben. Langsam und sanft, do maggiore
4. Mit Fried und Freud ich fahr' dahin (chorale), re dorico

### No. 2, O Heiland, reiß' die Himmel auf
1. First stanza, Tempo giusto, fa dorico[6]
2. Second stanza, Tempo giusto, fa dorico
3. Third stanza, Tempo giusto, fa dorico
4. Fourth stanza, Adagio, do minore
5. Fifth stanza, Allegro, fa dorico

## Musica
Brahms scrisse il numero 1 in memoria di Hermann Göß, che da anni soffriva di una malattia e morì prematuramente. Brahms usò materiale da una messa latina, Missa canonica, che aveva iniziato nel 1856. Inserì una fuga per il primo movimento e un canone a sei voci nel secondo movimento. Il mottetto inizia con due impostazioni della domanda "Warum?" (Perché?) Nell'omofonia, la prima volta forte e la seconda volta morbida e decrescente. Il motivo riappare con lievi modifiche all'espressione, strutturando le sezioni del primo movimento e terminandolo.